# 西湖博物馆
西湖博物馆位于杭州市南山路89号，紧邻钱王祠，占地面积23889平方米，其中建筑面积约8000平方米，地上面积仅2000平方米，为中国第一座湖泊类专题博物馆。2020年4月杭州西湖博物馆同杭州名人纪念馆、南宋官窑博物馆整合为杭州西湖博物馆总馆。

## 历史
2005年10月1日开馆后常年免费开放。博物馆由“天开画图”、“钟灵毓秀”、“浚治之功”、“天堂明珠”四个部分组成，分别介绍西湖的自然历史、人文历史、湖泊疏浚史和影响。博物馆虽然大部分建在地下，但由于开天窗采光的缘故，光线充足。从入口下楼可以看见一张现代西湖全景沙盘，再往里走就是展厅。自然史区介绍了西湖的成因，收藏了许多岩石标本和动物标本。人文史展区展出了与西湖相关的历史人物、文学神话等，另外博物馆中还有研究所，并以多媒体效果使博物馆变得“好玩”。有120度立体电影和270度环幕电影。热心市民捐赠了不少藏品，使得西湖博物馆成为杭州一个精华景点，在长假期间一直很热。